# Монтереј (Тенеси)
Монтереј (енгл. Monterey) град је у америчкој савезној држави Тенеси.

## Демографија
По попису из 2010. године број становника је 2.850, што је 133 (4,9%) становника више него 2000. године.
| Група             | 2000.         | 2010.         |
| Белци             | 2.232 (82,1%) | 2.099 (73,6%) |
| Афроамериканци    | 25 (0,9%)     | 10 (0,4%)     |
| Азијати           | 5 (0,2%)      | 13 (0,5%)     |
| Хиспаноамериканци | 444 (16,3%)   | 706 (24,8%)   |
| Укупно            | 2.717         | 2.850         |